# Charlie Vindehall
Charlie Rickard Vindehall, född 8 maj 1996, är en svensk fotbollsspelare som spelar för Örgryte IS.

## Karriär

### Tidig karriär
Vindehalls moderklubb är Hovshaga AIF. Därefter spelade han fyra år i Östers IF. I mars 2016 värvades Vindehall av FK Älmeboda/Linneryd. Han spelade 20 ligamatcher och gjorde två mål i Division 3 2016.
Inför säsongen 2017 gick Vindehall till division 2-klubben Räppe GoIF. Han spelade 47 ligamatcher och gjorde fyra mål under två säsonger i klubben. Efter säsongen 2018 var Vindehall en av de nominerade i kategorin "Bästa mittfältare" i Division 2 Östra Götaland.

### IFK Värnamo
Vindehall kom till IFK Värnamo inför säsongen 2019. Laget spelade då i division 1 södra. Vindehall stod för en stabil debutsäsong i Värnamo. Han spelade 28 ligamatcher och startade samtliga dessa. Det blev tre mål och 8 gula kort för mittfältaren i ligan. För Värnamos del så blev det en sjundeplats under 2019.
Året därpå lirade Vindehall 16 matcher varav 15 från start i division 1. Det blev ett mål och fyra gula kort i seriespelet. Vindehall hade en del skadeproblematik under säsongen 2020. Värnamo vann serien detta år och blev därför uppflyttade till Superettan.
Vindehall fick lira regelbundet under Superettan-året med speltid i 26 matcher. Det blev dock enbart 9 matcher från start. På poängsaldot blev det ett mål och inga assist för Vindehalls del. Han drog på sig 8 gula kort denna säsong. För Värnamos del blev 2021 en succé. Laget vann nämligen seriespelet och kommer därför att spela Allsvenskan under 2022.
Den 1 december 2021 meddelade IFK Värnamo att klubben förlänger kontraktet med Vindehall. Det nya kontraktet är skrivet till 2023.

### Örgryte IS
I februari 2024 värvades Vindehall av Örgryte IS, där han skrev på ett tvåårskontrakt.

## Spelstil
Vindehall har beskrivits som stark defensivt och en spelare som går in kompromisslöst i varje duell. Han har också beskrivits som bollskicklig. Vindehall har dock fått kritik för bristande spelförståelse.